# Heteronyx jejunus
Heteronyx jejunus är en skalbaggsart som beskrevs av Blackburn 1888. Heteronyx jejunus ingår i släktet Heteronyx och familjen Melolonthidae. Inga underarter finns listade i Catalogue of Life.